# 1256 en santé et médecine
| Années de la santé et de la médecine : 1253 - 1254 - 1255 - 1256 - 1257 - 1258 - 1259    |
| Décennies de la santé et de la médecine : 1220 - 1230 - 1240 - 1250 - 1260 - 1270 - 1280 |

Cet article présente les faits marquants de l'année 1256 en santé et médecine.

## Événements

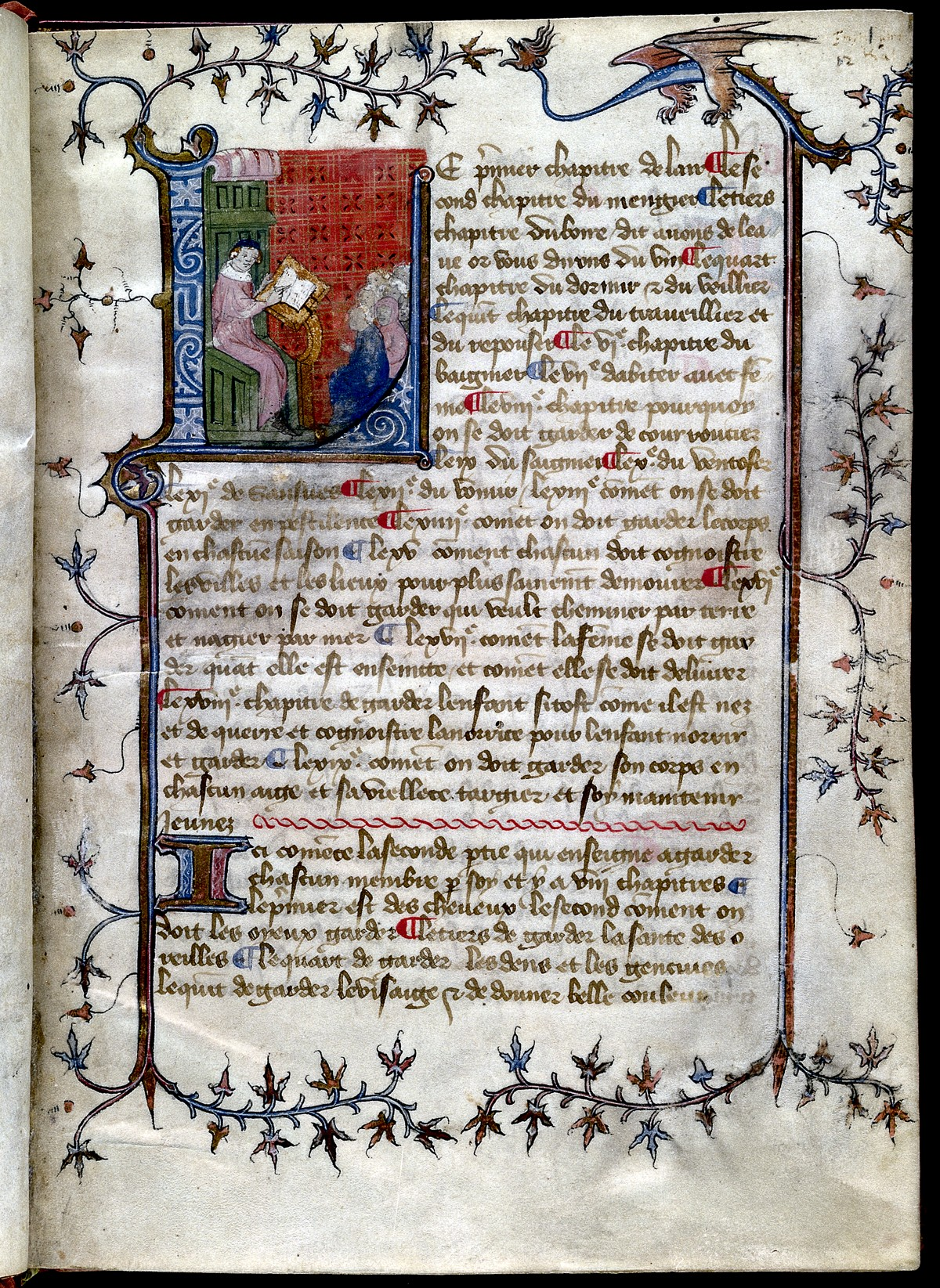
Régime du corps Aldebrandin de Sienne

- Renouvelant les ordres déjà donnés par Alexandre III en 1160, le pape Grégoire IX exige que « nul de s'ingère de pratiquer la médecine […] sans avoir été suffisamment approuvé par les maîtres docteurs des universités[2] ».
- Un hôpital placé sous l'invocation de sainte Marie-Madeleine (Hospital of St. Mary Magdalen) est attesté à Dartford dans le Kent, en Angleterre[3].
- 1254-1256 : dans son Commentaire sur les Sentences de Pierre Lombard[4], Thomas d'Aquin qualifie la lèpre de « maladie contagieuse » (morbus contagiosus), et ce « dans un contexte où il ne s'agit pas seulement de contagion au sens moral, mais bien, aussi, de la transmission d'une maladie[5] ».

## Publications
- Le médecin italien Aldebrandin de Sienne compose son Livre de physique (plus connu sous le titre de Régime du corps), premier ouvrage de diététique rédigé en langue vulgaire[6],[7].
- Halifa d'Alep achève son Livre suffisant dans l'art de l'oculiste[8].
- Vers 1250-1256 : Giordano Ruffo (c.1200-c.1256) rédige son De medicina equorum (« De la médecine des chevaux »), œuvre  qui sera très largement diffusée et qui « marque le renouveau de la médecine vétérinaire médiévale[9] ».

## Personnalité
- Fl. « Marie, barbière, censière [de l'abbaye] de Saint-Spire[10] ».

## Naissance
- Ibn al-Sarrag (mort en 1329), médecin de Grenade « réfugié au Maroc pour des raisons politiques, auteur de plusieurs ouvrages qui sont tous perdus[11] ».

## Décès
- Giordano Ruffo (né vers 1200), hippiatre italien au service de Frédéric II, auteur du De medicina equorum (« De la médecine des chevaux) (c.1256[9]) ».
- Jacob Anatoli (en) (né vers 1194), médecin juif de Marseille, auteur en 1231-1232 d'une traduction de l'arabe en hébreu des commentaires par Averroès de la Logique d'Aristote et de l'Introduction aux Catégories d'Aristote de Porphyre[12].